# Ostopovice

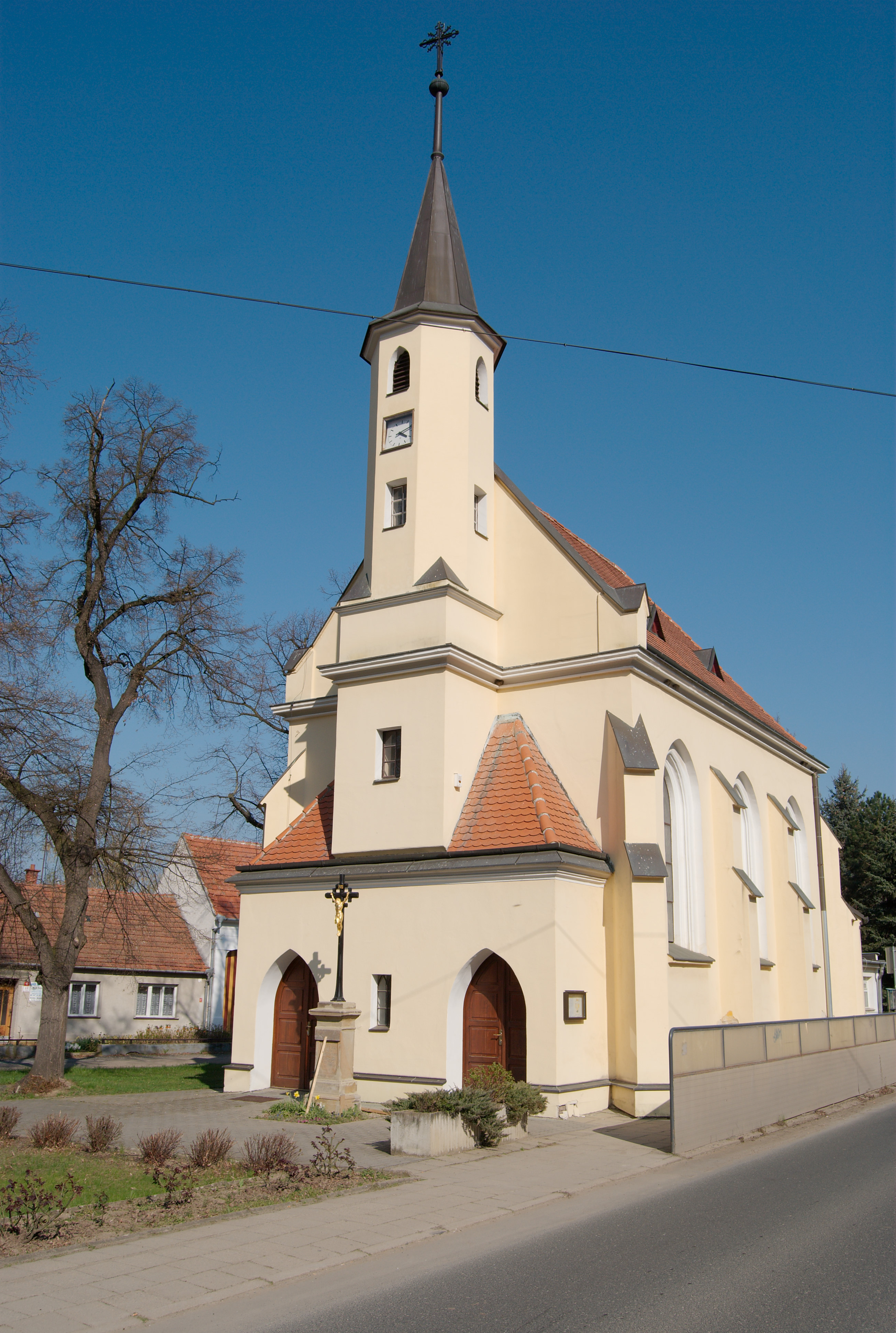
Kapelle Johannes des Täufers

Ostopovice (deutsch Wostopowitz) ist eine Gemeinde in Tschechien. Sie liegt sechs Kilometer südwestlich des Stadtzentrums von Brünn an dessen Stadtrand und gehört zum Okres Brno-venkov.

## Geographie
Ostopovice befindet sich in der Troubsko-střelická kotlina am Übergang der nordwestlichen Ausläufer der Thaya-Schwarza-Talsenke zur Bobravská vrchovina. Das Dorf liegt rechtsseitig des Baches Leskava. Südöstlich erhebt sich der Rovný (307 m) und im Süden der Urbanův kopec (334 m). Am nördlichen Ortsrand führt die Bahnstrecke Hrušovany nad Jevišovkou–Brno vorbei, anderthalb Kilometer westlich befindet sich die Bahnstation Troubsko. Nördlich des Dorfes verläuft die Autobahn D1/E 55/E 65, die Abfahrt 190 Brno-zapad liegt unmittelbar bei Ostopovice; sie ist jedoch nur über Starý Lískovec erreichbar.
Nachbarorte sind Nový Lískovec im Norden, Starý Lískovec im Nordosten, Dolní Heršpice im Osten, Moravany im Südosten, Nebovidy und Ořechovičky im Süden, Radostice und Střelice im Südwesten, Troubsko im Westen sowie Veselka und Bosonohy im Nordwesten.

## Geschichte
Die älteste schriftliche Erwähnung des Ortes erfolgte 1237 zusammen mit Troubsko in einer Urkunde Wenzel I., in der Štěpán von Ostopovice als Zeuge zeichnete. In Ostopovice bestanden im 13. Jahrhundert ein Herrensitz und ein selbständiger Hof; wahrscheinlich zu diesem Zeitpunkt auch eine Feste. 1318 erwarb das Bistum Olmütz die Güter. Im Jahre 1376 verkaufte Jan von Ostopovice seinen Hof an den Brünner Bürger Jan Ortlin. Dieser kaufte dem Brünner Bürger Marek einen weiteren Hof ab, den Marek seit 1350 besaß. 1378 erwarb der Oberste Marschall der Markgrafschaft Mähren, Filip von Svojanov, Ostopovice. Zu dieser Zeit bestand in Ostopovice eine Pfarre. In der zweiten Hälfte des 14. Jahrhunderts wurde die Gegend von einer schweren Beulenpestepidemie heimsucht, an der ein Drittel der Bevölkerung verstarb. Im Jahre 1412 kaufte der Kanoniker Luček von Březník gemeinsam mit Mikeš Lyska von Chrudichromy Ostopovice. Nach mehreren Wechseln der Teilhaber gehörte ab 1490 das gesamte Dorf Jindřich Babka. Seit 1496 ist eine Feste in Ostopovice nachweisbar. Nachfolgenden Besitzer waren ab 1501 Jan Doupovec, ab 1520 Jan Petrovský von Hrochov und ab 1540 Matthias Munk von Eibenschütz. Munk besaß zuvor bereits Teile der Dörfer Troubsko und Popůvky. Die Feste wurde 1540 als wüst bezeichnet. Nachdem Munk 1573 das gesamte Gut Troubsko erworben hatte, errichtete er die Herrschaft Troubsko. 1609 erwarb Karl der Ältere von Zerotein Troubsko mit Ostopovice und dem Anteil an Popůvky für 24.000 Gulden. Ostopovice bestand zu dieser Zeit aus 22 Häusern. Bei der Belagerung Brünns wurde die Gegend 1645 von den Truppen des schwedischen Generals Torstensson drangsaliert. Nach dem Dreißigjährigen Krieg sind im Hufenregister für Ostopovice 19 bewirtschafte und drei wüste Anwesen ausgewiesen. Ostopovice dürfte zu dieser Zeit etwa 150 Einwohner gehabt haben. 1735 erwarb Thomas Johann Sekora von Seckenberg die Herrschaft. Nach der Weihe der neuen Pfarrkirche Mariä Himmelfahrt in Troubsko wurde Ostopovice nach Troubsko eingepfarrt. 1790 lebten in den 40 Häusern von Ostopovice 262 Menschen. Troubsko war zugleich auch bis 1797 Schulort. Aus einem von Marie Cäcilie Sekora von Seckenberg gegründeten Gestift entstand ab 1795 in Ostopovice eine eigene einklassige Dorfschule. 1834 war das Dorf auf 99 Häuser angewachsen und hatte 368 Einwohner.
Nach der Aufhebung der Patrimonialherrschaften bildete Vostopovice ab 1850 eine Gemeinde im Brünner Bezirk. Am 16. August 1856 zerstörte ein Großfeuer 23 Häuser. 1869 hatte das Dorf 419 Einwohner und bestand aus 74 Häusern. 1880 war die Einwohnerzahl auf 428 angewachsen. Diese waren fast alle Tschechen, der seit dem 17. Jahrhundert einsetzende Zuzug von Deutschen in die Brünner Gegend betraf Vostopovice kaum. Im Juni 1886 wurde der Personenverkehr auf der Bahnstrecke Brno-Okříšky aufgenommen und unweit der Strutzer Kirche die Einsteigstation Lískovec – Vostopovice a Troubsko – Bosonohy angelegt. 1898 entstand die Bezirksstraße nach Starý Lískovec und 1906 wurde die Verbindungsstraße nach Střelice fertiggestellt. 1910 hatte die Gemeinde 550 Einwohner. 1913 gründete sich die Freiwillige Feuerwehr. Die Straße nach Moravany wurde 1920 vollendet. 1921 kam Vostopovice zum Okres Brno-venkov. Seit 1923 findet der Gemeindename Ostopovice Verwendung. Im Tal Šelše wurde 1933 ein Badeteich angelegt. 1939 begannen bei Wostopowitz die Arbeiten an der Reichsautobahn Wien–Breslau. Dabei wurde auch das Erholungsgebiet im Šelše-Tal zugeschüttet. 1942 erfolgte die Einstellung des Autobahnbaus. Im April 1945 lag der Ort an der Front. Die Rote Armee eroberte Ostopovice am 25. April 1945 während ihrer Bratislava-Brünner Operation. Bei den Kämpfen starben 16 sowjetische Soldaten und vier Einwohner des Dorfes. 1948 wurde die Gemeinde dem Okres Brno-okolí zugeordnet. Nach dessen Aufhebung kam Ostopovice 1961 zum Okres Brno-venkov zurück. Zwischen 1969 und 1972 erfolgte der Bau der Autobahn Prag-Brünn.

## Gemeindegliederung
Für die Gemeinde Ostopovice sind keine Ortsteile ausgewiesen.

## Sehenswürdigkeiten
- neogotische Kapelle Johannes des Täufers, erbaut 1893
- Wassermühle Podskalní Mlýn, südwestlich von Ostopovice am Troubský potok
- Dämme der unvollendeten Reichsautobahn Wien–Breslau, südlich des Dorfes